# Eupterote axesta
Eupterote axesta är en fjärilsart som beskrevs av Swinhoe 1894. Eupterote axesta ingår i släktet Eupterote och familjen Eupterotidae. Inga underarter finns listade i Catalogue of Life.